# Arnold Burmeister
Pour les articles homonymes, voir Burmeister.
Arnold Hans Albert Burmeister (né le 28 février 1899 à Norburg (en) et mort le 2 juillet 1988 à Stühlingen) est un Generalleutnant allemand qui a servi au sein de la Heer dans la Wehrmacht pendant la Seconde Guerre mondiale.
Il a été récipiendaire de la Croix de chevalier de la Croix de fer. Cette décoration est attribuée pour récompenser un acte d'une extrême bravoure sur le champ de bataille ou un commandement militaire avec succès.

## Biographie
Arnold Burmeister est capturé par les troupes britanniques en mai 1945, et reste en captivité jusqu'en 1947.

## Promotions
| Gefreiter       | 2 novembre 1916    |
| Unteroffizier   | 27 janvier 1917    |
| Fähnrich        | 14 juin 1917       |
| Char. Leutnant  | 31 mars 1920       |
| Gefreiter OA    | 1er juillet 1922   |
| Unteroffizier   | 15 novembre 1922   |
| Fähnrich        | 1er septembre 1923 |
| Oberfähnrich    | 1er septembre 1924 |
| Leutnant        | 20 décembre 1924   |
| Oberleutnant    | 16 avril 1928      |
| Oberleutnant    | 8 octobre 1929     |
| Rittmeister     | 1er avril 1933     |
| Major           | 2 octobre 1936     |
| Oberstleutnant  | 16 mars 1940       |
| Oberst          | 16 mars 1942       |
| Generalmajor    | 15 janvier 1945    |
| Generalleutnant | 25 avril 1945      |

## Décorations
- Croix de fer (1919)
  - 2e Classe
- Croix d'honneur
- Agrafe de la Croix de fer (1939)
  - 2e Classe (18 septembre 1939)
  - 1re Classe (14 octobre 1939)
- Insigne de combat des blindés (18 mai 1940)
- Insigne des blessés (1939)
  - en Noir (4 novembre 1943)
- Médaille du Front de l'Est
- Croix allemande en Or (9 avril 1943)
- Croix de chevalier de la Croix de fer
  - Croix de chevalier le 14 avril 1945 en tant que Generalmajor et commandant de la 25. Panzergrenadier-Division[1]
- Mentionné dans le bulletin radiophonique Wehrmachtbericht (24 décembre 1944)